# Calambá
Calambá es una ciudad de la provincia filipina de La Laguna. Situada solamente 54 kilómetros al sur de Manila, a eso de una hora en autobús, la ciudad es un destino popular turístico gracias a sus lugares de temporada de fuentes de agua termal, la mayoría que están en el barangay Pansol, y el Canlubañg Golf and Country Club, sitio de muchos Philippine Opens. Calambá también es un centro importante de industria moderna de la región Región IV-A, demostrado del parques de industria y comercio numerosos que están en la ciudad. Según el censo de 2000, Calambá tiene 281,146 habitantes en 58,466 casas.
Calambá es el lugar de nacimiento de José Rizal, héroe nacional del país, de quien se puede visitar el Santuario Rizal, una reproducción de la casa original de dos pisos de estilo colonial español en la que él nació, convertida en museo.

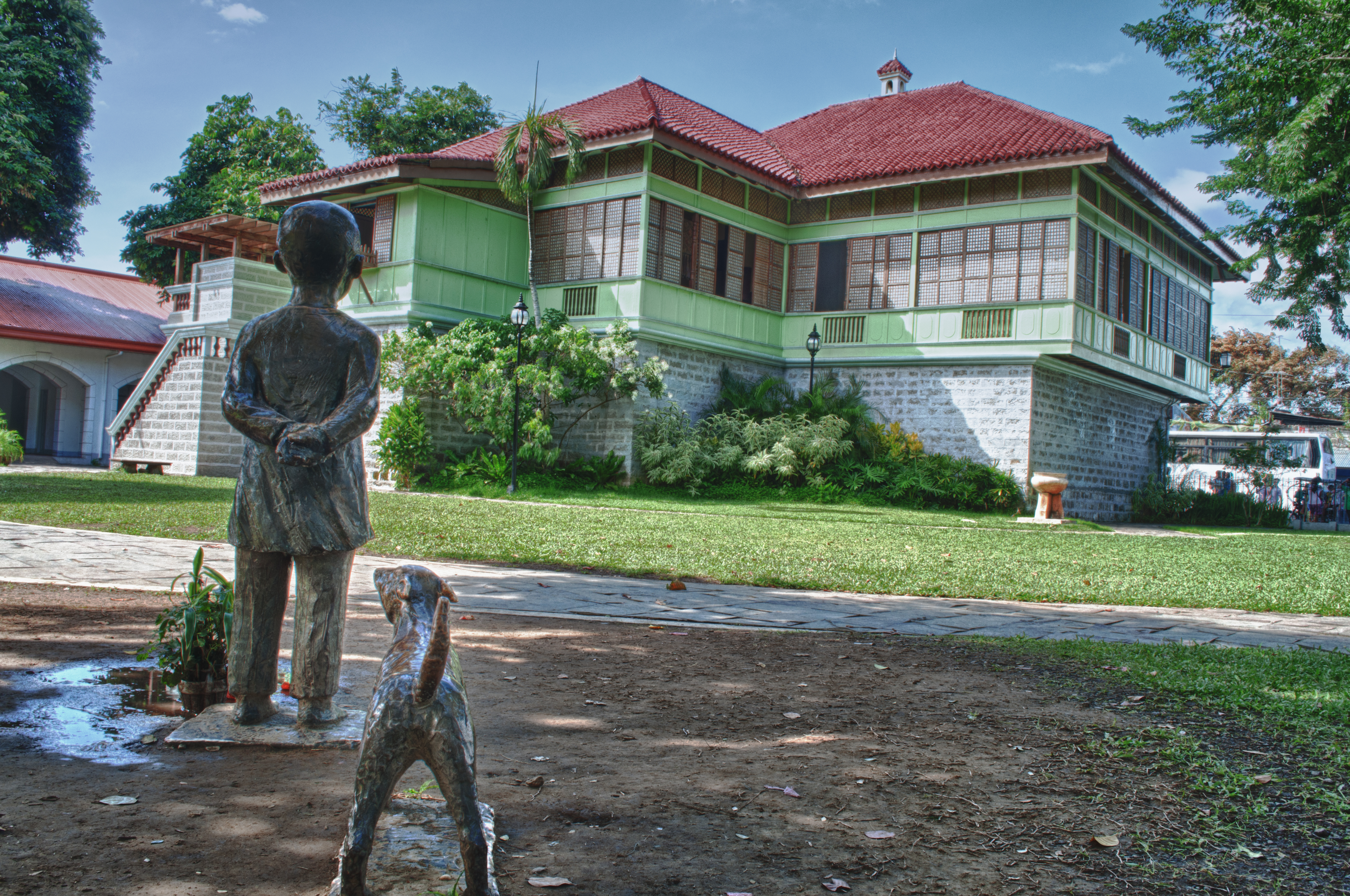
Casa museo desde el jardín